# Amazake
Amazake (甘酒 Sød sake), også kaldet rei (醴), er en traditionel japansk drik af gæret ris. Den er sød med lidt eller intet alkohol og hører til familien af traditionelle japanske retter, der laves ved hjælp af svampen kouji (麹, aspergillus oryzae). Desuden benyttes miso, sake og soja.
Den grundlæggende opskrift på amazake har været den samme i århundreder: kouji bliver tilsat nedkølet kogt fuldkornsris. Enzymerne i svampen opløser risets styrke i sukker, så blandingen bliver sød.
Amazake kan benyttes som dessert, snack, naturligt sødemiddel, babymad eller salatdressing. Den traditionelle drik fremstilles fortyndet med vand, opvarmet til kogepunktet og ofte dekoreret med lidt fint revet ingefær. Tidligere blev det ofte udskænket af gadesælgere, men nu om stunder sker det hos kroer og tehuse. Mange shinto-skrin uddeler og sælger desuden amazake til nytår, ligesom det er en traditionel drik ved dukkefesten hinamatsuri.
Amazake er efter sigende meget næringsrig og indeholder ingen tilsatte konserveringsmidler, sødemidler eller køkkensalt. Udenfor Japan sælges det derfor ofte i butikker for sund mad.